# Audius
Audius ist ein blockchain-basierter, dezentraler Musik-Streaming-Dienst mit Social-Media-Funktionen. Er wird von einer Open-Source-Community aus Künstlern, Fans und Entwicklern betrieben und hat sein eigenes natives Krypto-Token, $AUDIO. Im Juli 2021 hatte Audius mehr als fünf Millionen monatliche aktive Nutzer.
Bei Audius handelt es sich um ein kryptobasiertes Protokoll für die gemeinsame Nutzung und das Streaming von Musik, das Künstlern im Gegensatz zu herkömmlichen Streaming-Diensten einerseits mehr Kontrolle über die Monetarisierung ihrer Musik geben und es ihnen andererseits besser ermöglichen soll, direkt und ohne Umwege mit ihren Fans in Kontakt zu treten. Hinter Audius steht die Firma Audius Inc. aus San Francisco.
Mitte September 2021 investierten die bekannten Musiker Katy Perry, Nas, Jason Derulo und einige weitere mehrere Millionen Dollar in Audius.
Audius ist der erste und bislang einzige Musik-Streaming-Dienst der in der App TikTok implementiert wurde. Dies wurde im August 2021 beschlossen.
Die Kryptowährung AUDIO wies am 19. Oktober 2021 eine Marktkapitalisierung von knapp 802 Millionen Dollar auf. Noch 365 Tage zuvor hatte sie etwa 25 Millionen Dollar betragen.